# 于坦
坦（1424年—？），字尚平，山西太原府石州（今离石县）人，民籍，明朝政治人物。同進士出身。

## 生平
山西鄉試第三十七名。景泰五年（1454年）甲戌科會試第三百九名，殿試登進士第三甲第一百一十名。曾祖于廷中。祖父于仕賢。父于淵，曾任知縣。